# Шишман Іван Іванович
І́ван І́ванович Ши́шман (болг. Иван Шишман; 31 липня 1963, Ізмаїл, Одеська область) — український  художник,  приват-професор кафедри музичного та образотворчого мистецтва  Ізмаїльського державного гуманітарного університетіу.

## Життєпис
Народився 31 липня 1963 року у місті Ізмаїл в родині нащадків болгарських переселенців. 
У 1985 році закінчив художньо-графічний факультет Одеського державного педагогічного інституту імені К. Д. Ушинського. Того ж року у педагогічному інституті відбулась його перша персональна виставка. Свій творчий шлях розпочав на посаді вчителя образотворчого мистецтва у школі села Ларжанка Ізмаїльського району, де працював протягом 1985-1991 років.
З 1991 року працював старшим викладачем кафедри образотворчого мистецтва в Ізмаїльському державному гуманітарному університеті, а з 2016 року обіймає посаду  доцента. Приват-професор. 
З 1993 року — член Національної спілки художників України

## Творча діяльність
У 1994 році почав займатися реставрацією православного монументального живопису монастиря Святого Костянтина та Єлени, Свято-Покровського собору, а також храму Святих Жон Мироносиць міста Ізмаїла. У 1997 році виконав проект і розпис нового храму Святої Преподобної Параскеви-Петки Тирновської під Софією. Також виконував розписи Свято-Троїцького храму міста Ржищева (2004—2011) у техніці холодної енкаустики, храм Різдва Богородиці Олександрівського жіночого монастиря Одеської області (2011—2012).
Брав участь у виставках болгарських художників з України та інших колективних і персональних виставках в Україні та за її межами, загалом провів 12 персональних виставок. 
Роботи знаходяться в приватних колекціях і музеях України, Австрії, Болгарії, Росії, Білорусі, Франції, Німеччини, Швеції, Фінляндії, Сербії, Ізраїлю, США та Чехії.

## Нагороди
- Звання "Заслужений художник України" (2015)[3],